# Calanana umbratica
Calanana umbratica är en insektsart som beskrevs av Ball 1910. Calanana umbratica ingår i släktet Calanana och familjen dvärgstritar. Inga underarter finns listade i Catalogue of Life.